# 安井武
安井 武（やすい たけし、1934年11月27日 - 2011年7月1日）は、日本の演出家。
モーシェ・フェルデンクライスの身体技法を紹介した。
チェーホフ、別役実、サム・シェパード作品などを演出した。
妻は「テアトロ」編集長の中川美登利。

## 略歴
京都府生まれ。京都大学文学部仏文科卒。劇団俳優座文芸演出部。

## 翻訳
- 『埋められた子供 サム・シェパード戯曲集』（新水社、英米秀作戯曲シリーズ） 1981
- 『からだのレッスン 俳優の日常訓練』（リッツ・ピスク、新水社） 1982
- 『フェルデンクライス身体訓練法 からだからこころをひらく』（M・フェルデンクライス、大和書房） 1982
- 『心をひらく体のレッスン フェルデンクライスの自己開発法』（モーシェ・フェルデンクライス、新潮社） 1988
- 『フール・フォア・ラブ サム・シェパード戯曲集』（甲斐萬里江共訳、テアトロ） 1990
- 『脳の迷路の冒険 フェルデンクライスの治療の実際』（モーシェ・フェルデンクライス、壮神社） 1991
- 『からだと心の基礎レッスン』（リッツ・ピスク、新水社） 1992